# Hans-Peter Kemper
Hans-Peter Kemper (* 12. Mai 1944 in Heiden, Kreis Borken, Provinz Westfalen) war vom 3. Mai 1993 bis zur Bundestagswahl 2005 für vier Wahlperioden Mitglied des Deutschen Bundestages. Zur Wahl des 16. Bundestages trat Hans-Peter Kemper nicht mehr an. Sein Nachfolger im Wahlkreis Borken II wurde Christoph Pries.
Er wurde über die Landesliste der Sozialdemokratischen Partei Deutschlands (SPD) in Nordrhein-Westfalen gewählt. Er lebt mit seiner Ehefrau und seinen beiden Kindern in Heiden im Kreis Borken.
Im Deutschen Bundestag war er der Sprecher der nordrhein-westfälischen SPD-Abgeordneten. Er ist Fachmann für Innere Politik. Seine Karriere begann er als Chef der Kriminalpolizei im Kreis Borken. Neben seiner Mitgliedschaft in der SPD ist er der stellvertretende Vorsitzende der Arbeiterwohlfahrt im Ortsverein Heiden Westmünsterland.
Hans-Peter Kemper war vom 17. November 2004 bis 14. Februar 2006 Beauftragter der Bundesregierung für Aussiedlerfragen und nationale Minderheiten. Sein Nachfolger wurde Christoph Bergner.